# Mister Olympia 1987
El Mister Olympia 1987 fue la vigésima tercera competición de culturismo organizada por la Federación Internacional de Fisicoculturismo. El concurso se realizó en la ciudad de Gotemburgo, Suecia.
El ganador del certamen fue el culturista estadounidense Lee Haney, coronándose por cuarta vez.

## Clasificación final
| Posiciones | Culturista     |
| ---------- | -------------- |
| 1          | Lee Haney      |
| 2          | Rich Gaspari   |
| 3          | Lee Labrada    |
| 4          | Mike Christian |
| 5          | Robby Robinson |